# Mongolsko na Letních olympijských hrách 1968
Mongolsko se účastnilo Letní olympiády 1968 v Mexiku. Zastupovalo ho 16 sportovců (12 mužů a 4 ženy) ve 4 sportech.

## Medailisté
| Medaile | Jméno                     | Sport | Soutěž                            |
| ------- | ------------------------- | ----- | --------------------------------- |
| Stříbro | Jigjidiin Mönkhbat        | Zápas | muži volný styl ve střední váze   |
| Bronz   | Čimedbazaryn Damdinšarav  | Zápas | muži volný styl v muší váze       |
| Bronz   | Danzandarjaagiin Sereeter | Zápas | muži volný styl v lehké váze      |
| Bronz   | Tömöriin Artag            | Zápas | muži volný styl ve velterové váze |